# Houston Open (squash)
The Houston Open est un tournoi de squash qui se tient au Life Time Athletic Club à Houston aux États-Unis en mai. Il fait partie du PSA World Tour .

## Palmarès
| Année | Champion                                                   | Finaliste                                                  | Score en finale                                            |                                                            |
| ----- | ---------------------------------------------------------- | ---------------------------------------------------------- | ---------------------------------------------------------- | ---------------------------------------------------------- |
| 2025  | Ali Farag                                                  | Mostafa Asal                                               | 11-9, 11-4, 0-0 ret (33 min)                               |                                                            |
| 2024  | Ali Farag                                                  | Mazen Hesham                                               | 11-4, 11-9, 11-5                                           |                                                            |
| 2023  | Mostafa Asal                                               | Mohamed El Shorbagy                                        | 11-6, 11-7, 11-2 (49 min)                                  |                                                            |
| 2022  | Ali Farag                                                  | Mazen Hesham                                               | 11–6, 8-11, 11-7, 11-3                                     |                                                            |
| 2020  | annulé en raison de la pandémie de Covid-19 aux États-Unis | annulé en raison de la pandémie de Covid-19 aux États-Unis | annulé en raison de la pandémie de Covid-19 aux États-Unis | annulé en raison de la pandémie de Covid-19 aux États-Unis |
| 2019  | Campbell Grayson                                           | Alan Clyne                                                 | 11–5, 11–9, 9–11, 11–7                                     |                                                            |
| 2017  | Karim Abdel Gawad                                          | Tarek Momen                                                | 11-6, 5-11, 11-8, 11-6,                                    |                                                            |
| 2016  | Marwan El Shorbagy                                         | Mohamed Abouelghar                                         | 11-7, 9-11, 11-9, 11-3                                     |                                                            |
| 2015  | Mazen Hesham                                               | Adrian Grant                                               | 11-6, 11-5, 11-5                                           |                                                            |
| 2014  | Stephen Coppinger                                          | Mazen Hesham                                               | 11-7, 8-11, 11-5, 11-7                                     |                                                            |
| 2013  | Campbell Grayson                                           | César Salazar                                              | 11-5, 11-6, 11-7                                           |                                                            |